# Kamienna (Piaski Brzóstowskie)
Kamienna – część wsi Piaski Brzóstowskie w Polsce, położona w województwie świętokrzyskim w powiecie ostrowieckim w gminie Ćmielów.
W latach 1975–1998Kamienna administracyjnie należała do województwa kieleckiego.